# Martin Stokke Mathiesen
Martin Stokke Mathiesen, född 14 juni 2000 i Norge är en norsk skådespelare, verksam i Sverige.

## Biografi
Stokke Mathiesen växte upp i Tranby, Liers kommun i Buskerud fylke. Han började tidigt att spela piano och sjunga, och studerade på musikallinjen på St. Hallvard videregående skole (gymnasium) i Lier. 2019 studerade han ett år vid Romerike Folkehøgskole i Jessheim innan han 2020 kom in på musikallinjen vid Högskolan för scen och musik i Göteborg. Efter att han utexaminerades 2023 fick han rollen som Mårten Flogfält i Änglagård på Oscarsteatern. 2025 gör han huvudrollen som Evan Hansen i Dear Evan Hansen på Intiman.

## Filmografi
| År   | Roll   | Film   | Noter           |
| ---- | ------ | ------ | --------------- |
| 2023 | Simon  | Önskan | Svensk dubbning |
| 2024 | Fiyero | Wicked | Svensk dubbning |

## Teater

### Roller (ej komplett)
| År        | Roll            | Produktion                                                                     | Regi             | Teater             |
| --------- | --------------- | ------------------------------------------------------------------------------ | ---------------- | ------------------ |
| 2022      | Joey            | Sister Act Alan Menken, Glenn Slater, Cheri Steinkellner och Bill Steinkellner | Mattias Carlsson | Chateau Neuf, Oslo |
| 2023–2024 | Mårten Flogfält | Änglagård Fredrik Kempe, Edward af Sillén och Daniel Réhn                      | Edward af Sillén | Oscarsteatern      |
| 2025      | Evan Hansen     | Dear Evan Hansen Steven Levenson, Benj Pasek och Justin Paul                   | Markus Virta     | Intiman            |